# Rocky II
Rocky II este un film american din anul 1979, al doilea din seria Rocky, în care un boxer necunoscut primește șansa de a câștiga titlul mondial în box. În film au jucat, printre alții, Sylvester Stallone, Carl Weathers, Tony Burton, Burgess Meredith, Burt Young și Talia Shire.

## Prezentare
După ce a demonstrat că se poate bate la titlu, chiar dacă a pierdut cu Apollo Creed, Rocky se așteaptă să aibă o viață mai bună. Se căsătorește cu Adriana și începe să-și cheltuie banii câștigați în meciul pentru titlu. Dar când aceștia se termină, iar el este nevoit să-și ia slujbe prost plătite, printre care și una la măcelăria unde lucra Paulie, Rocky realizează că singurul fel în care se poate susține financiar este să se reapuce de box. Apollo Creed este răvășit de criticile fanilor și ale presei așa că propune revanșa. Rocky se antrenează din nou cu Mickey, care inițiual l-a refuzat, fiind îngrijorat de starea de sănătate a boxerului, dar acceptă după ce acesta este insultat public la televizor. În cea de-a cincisprezecea rundă, Rocky îl învinge pe Creed cu un knockout, ambii căzând pe podea. Cum Rocky este singurul care se ridică, el primește pentru prima dată titlul de campion mondial la categoria grea.

## Actori
- Sylvester Stallone ....  Rocky Balboa
- Talia Shire ....  Adrianna "Adrian" Pennino-Balboa
- Burgess Meredith ....  Mickey Goldmill
- Carl Weathers ....  Apollo Creed
- Burt Young ....  Paulie Pennino
- Tony Burton ....  Tony 'Duke' Evers (antrenorul lui Apollo)
- Joe Spinell ....  Anthony "Tony" Gazzo
- Leonard Gaines ....  Agent
- Sylvia Meals ....  Mary Anne Creed
- Frank McRae ....  Meat Foreman
- Al Silvani ....  Cutter
- John Pleshette ....  Director
- Stu Nahan ....  Announcer
- Bill Baldwin ....  Commentator
- Jerry Ziesmer ....  Salesman
- Paul Micale ....  Father Carmine (ca Paul J. Micale)
- Earl Montgomery ....  Employment Manager
- Herb Nanas ....  Employment Manager
- Stuart K. Robinson ....  Johnny (ca Stuart Robinson)
- Frank Stallone ....  Singer
- Charles "Honi" Coles ....  Singer (ca Charles Coles)
- Doug Flor ....  Singer
- Robert Kondyra ....  Singer
- James Zazzarino ....  Singer
- Eddie 'El Annimal' Lopez ....  Fighter (ca Eddie Lopez)
- Taurean Blacque ....  Lawyer
- James J. Casino ....  Chink's Manager (ca James Casino)
- Shaka Cumbuka ....  Cornerman
- Samuel Davis ....  Apollo's Bodyguard
- Roberto Durán ....  Fighter (ca Roberto Duran)
- Lou Fillipo ....  Referee (as Lou Filippo)
- Ruth Ann Flynn ....  Jewelry Sales Lady
- Linda Grey ....  Agent
- Grainger Hines ....  Emergency Room Aide
- Garrie Kelly ....  White Hunter
- Ava Lazar ....  White Hunter
- Joseph Letizia ....  Car Salesman
- René Le Vant ....  Young Lugger (ca Rene Le Vant)
- Tawny Little ....  Reporter
- Paul McCrane ....  Young Patient
- Sonny Melendrez ....  Reporter
- Tony Munafo ....  Boxer
- Brent Musburger ....  Reporter (comentator CBS Sports)
- Ed Ness ....  Timekeeper
- Fred Pinkard ....  Lawyer
- Jane Marla Robbins ....  Gloria
- Hank Rolike ....  Cornerman
- David L. Ross ....  Reporter (ca David Ross)
- Fran Ryan ....  asistenta lui Adrian
- Whitney Rydbeck ....  Sound Man
- Shepherd Sanders ....  Employment Manager (ca Shepherd Sanders)
- Jeff Temkin ....  Ring Announcer
- Allan Warnick ....  Makeup Man
- Charles Winkler ....  Camera Assistant
- James Zaza ....  Emergency Room Reporter
- Brenda King ....  Ring girl #2
- Taaffe O'Connell ....  Ring Girl
- Velvet Rhodes ....  Reporter
- Butkis Stallone ....  Butkis the Dog
- Seargeoh Stallone  ...   Robert 'Rocky' Balboa Jr.